# Podgórze-Zameczek
Podgórze-Zameczek – kolonia  wsi Huta Chodecka w Polsce, położona w województwie kujawsko-pomorskim, w powiecie włocławskim, w gminie Chodecz.
W latach 1975–1998 kolonia administracyjnie należała do województwa włocławskiego.